# Mercedes-Benz C111 IV
Mercedes-Benz C111 IV – prototypowy wyścigowy supersamochód skonstruowany i opublikowany w 1978 r. przez niemiecką markę Mercedes-Benz. Opływowa konstrukcja i 2 spojlery pozwalają na osiągnięcie prędkości maksymalnej 403,978 km/h. Typ nadwozia to 2-drzwiowe coupé. Do napędu użyto jednostki V8 4,8 l (4820 cm³) 48v (48 zaworów) 90°, generującą moc maksymalną 500 KM. Rekord został osiągnięty na torze Nardo 5 kwietnia 1979 r. Jest ostatnim samochodem z serii prototypów Mercedesa Mercedes-Benz C111.

## Dane techniczne

### Silnik
- V8 4,8 l (4820 cm³) 48v (48 zaworów) 90°
- Maksymalny Moment Obrotowy: 599 Nm
- Moc maksymalna: 500 KM

### Osiągi
- Prędkość maksymalna: 403,978 km/h
- Przyspieszenie 0-100 km/h: b/d